# Баландин, Владимир Михайлович
Владимир Михайлович Баландин — советский хозяйственный, государственный и политический деятель.

## Биография
Родился в 1933 году. Член ВКП(б).
Окончил Сталинградский политехнический институт.
С 1956 года — на хозяйственной, общественной и политической работе. В 1956—1990 гг. — помощник мастера производственного участка цеха шасси, начальник технологического бюро цеха, главный технолог завода, главный технолог объединения — первый заместитель главного инженера, главный инженер — первый заместитель генерального директора производственного объединения, генеральный директор Волгоградского тракторного завода им. Ф. Э. Дзержинского, второй секретарь Волгоградского обкома КПСС.
Избирался депутатом Верховного Совета РСФСР 11-го созыва.